# John Sheldrick
John Sheldrick (* 27. Juni 1939) ist ein ehemaliger britischer Diskuswerfer und Kugelstoßer.
Bei den British Empire and Commonwealth Games 1962 in Perth gewann er für England startend Bronze im Diskuswurf und wurde Elfter im Kugelstoßen.

## Persönliche Bestleistungen
- Kugelstoßen: 16,08 m,	1962
- Diskuswurf: 51,97 m, 29. September 1962, London